# زور أبو الليل
قرية زور أبو الليل هي إحدى القرى التابعة لمركز أولاد صقر في محافظة الشرقية في جمهورية مصر العربية. حسب إحصاءات سنة 2006، بلغ إجمالي السكان في زور أبو الليل 14114 نسمة، منهم 7375 رجل و6739 امرأة.